# Rio Touques
Touques é um rio localizado na França.